# Forever Marilyn

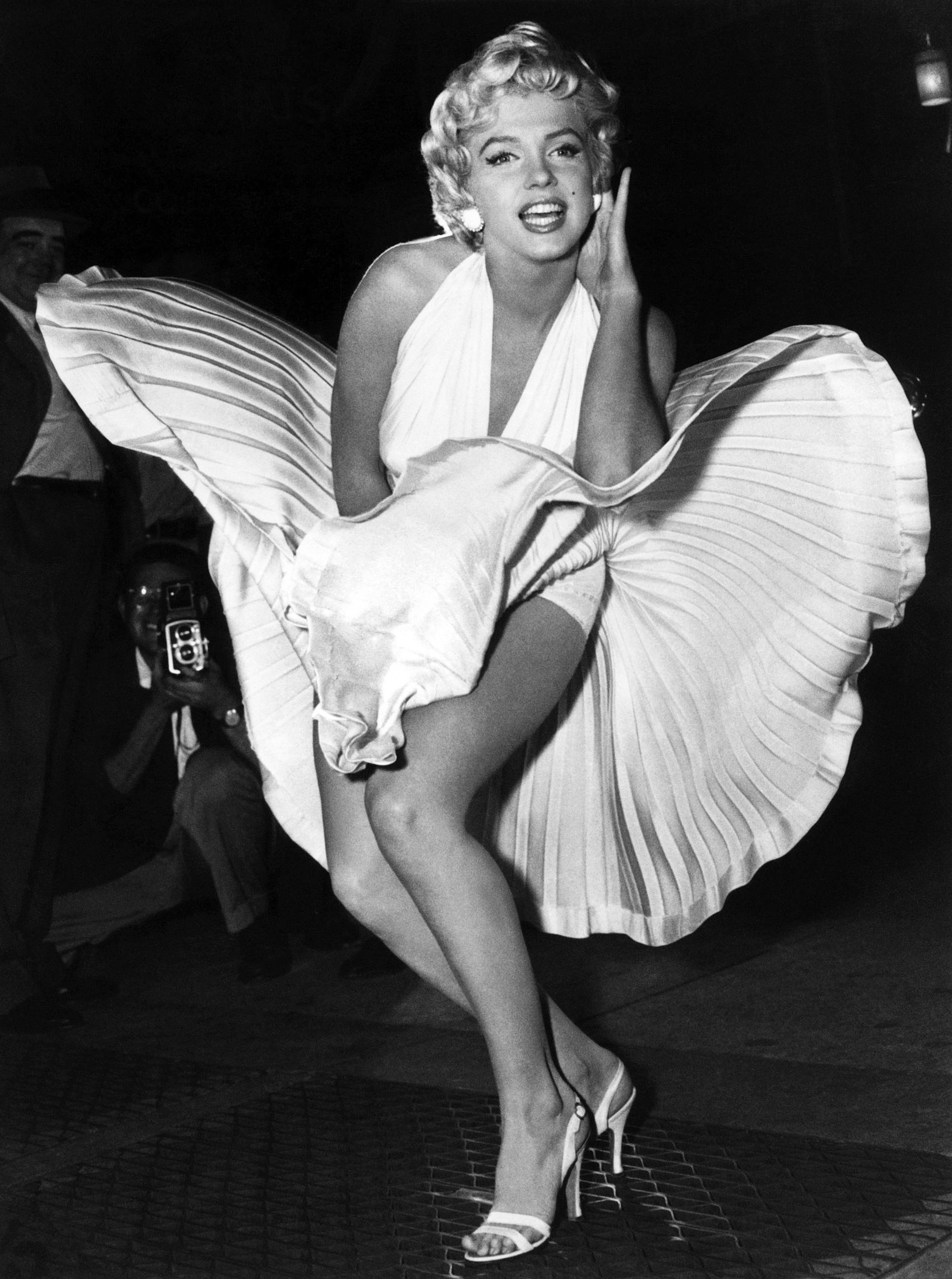
Die Szene aus dem Film Das verflixte 7. Jahr

Forever Marilyn ist ein von dem Bildhauer John Seward Johnson II geschaffenes Standbild der US-amerikanischen Schauspielerin Marilyn Monroe (1926–1962). Es befindet sich vor dem Palm Springs Art Museum in der Stadt Palm Springs im Riverside County in Kalifornien.

## Geschichte
Die Statue Forever Marilyn wurde von dem amerikanischen Künstler John Seward Johnson II geformt und hat mehrfach ihren Standort gewechselt.
- Im Jahr 2011 wurde sie auf dem Pioneer Court in Chicago erstmalig aufgestellt.[1]
- 2012 zog sie für zwei Jahre nach Palm Springs in Kalifornien um.[1]
- Im Rahmen einer Retrospektive für John Seward Johnson II wurde die Statue 2014 nach New Jersey transportiert und auf dem Gelände Grounds for Sculpture in Hamilton ausgestellt.[2]
- Als im australischen Bendigo 2016 eine Ausstellung, die Marilyn Monroe gewidmet war, stattfand, wurde der Standort der Statue erneut verändert und sie wurde im Rosalind Park in Bendigo gezeigt.[3]
- Eine weitere Retrospektive für John Seward Johnson II fand 2018 in Stamford in Connecticut statt, so zog die Statue erneut dorthin um. Da sich der Standort in der Nähe einer Kirche befand, löste die freizügige Darstellung der Statue eine gemischte Reaktion aus, wobei einige Gemeindemitglieder verärgert, einige amüsiert und andere unbeeindruckt waren.[4]
- Im Jahr 2019 gab der Bürgermeister von Palm Springs Robert Moon bekannt, dass die Statue Forever Marilyn permanent nach Palm Springs zurückkehren werde, da sie als Markenzeichen der Stadt betrachtet werde.[5]

## Beschreibung
Die überlebensgroße Statue Forever Marilyn hat eine Höhe von ca. 7,9 Metern und wurde überwiegend aus rostfreiem Stahl hergestellt. Einige Teile bestehen aus Aluminium. Das Kleid wurde weiß, Gesicht, Arme und Beine hautfarben bemalt. Die Statue stellt die berühmte Szene aus dem Film Das verflixte 7. Jahr nach, in der Monroes weißes Kleid über einem U-Bahn-Luftschacht hochgeweht wird. Die Statue steht auf einem flachen Steinsockel.

## Kritik
Einige Anwohner von Palm Springs empfinden das Standbild der Schauspielerin als zu freizügig. In vielen Beschwerden wird die Meinung vertreten, dass die Statue mit dem hochgewehten Rock obszön und sexistisch sei, und es wurde eine Petition zur Entfernung des Standbildes eingereicht. Die lokalen Politiker sind der Ansicht, dass das Standbild eine Touristenattraktion darstellt und deshalb viele Besucher in die Stadt kommen werden. Bereits nach der Erstaufstellung in Chicago hatte es 2011 Proteste gegeben und die Statue wurde im Rahmen einer Vandalismusaktion mit roter Farbe beschmiert.